# Ханаг
Ханаг (таб. Хянягъ) — село в Табасаранском районе Дагестана. Центр сельского совета (в 1926-54). Входит в состав сельсовета «Хурикский».  Считается самым древним селом данного сельсовета. 
Название села произошло от слова «Хян», что в переводе означает «двор». 
В Ханаге над изучением табасаранского языка занимались языковеды П. К. Услар, А. Дирр. 
Согласно историческим данным, село возникло около 450 лет назад. Основным занятием населения являются земледелие и скотоводство.

## Географическое положение
Расположено в 4 км к западу от районного центра села Хучни. Находится на р. Ханагчай (бассейн р. Рубас).
Ближе всего к нему расположены сёла: Ругудж и Хурик.

## Население
| 1895 | 1926 | 1939 | 1970 | 1989 | 2002 | 2010 |
| ---- | ---- | ---- | ---- | ---- | ---- | ---- |
| 297  | ↘283 | ↗311 | ↗377 | ↗536 | ↗707 | ↘626 |
| 2021 |      |      |      |      |      |      |
| ↗854 |      |      |      |      |      |      |

## Инфраструктура

### Здравоохранение
- Фельдшерско-акушерский пункт.[11]

## Минеральные воды
Месторождения сульфатных минеральных вод. 

## Достопримечательности
К достопримечательностям села относятся: Ханагский водопад и мечеть, построенная 440 лет назад.

## Археологические памятники
Поселения (Матар-Гардар, Чугут-Гардар, Хана-Гардар, Аскин-Макан-Гюрдар, Глар-Харар-Гюрдар).

## Тухумы
Основные тухумы: Алхусар, каврар, малияр, гъаздимбияр, мятар, мяматяр, къазяр, бацяр, къитар, гиряр, устабияр, къячяр.